# Adrien Marx

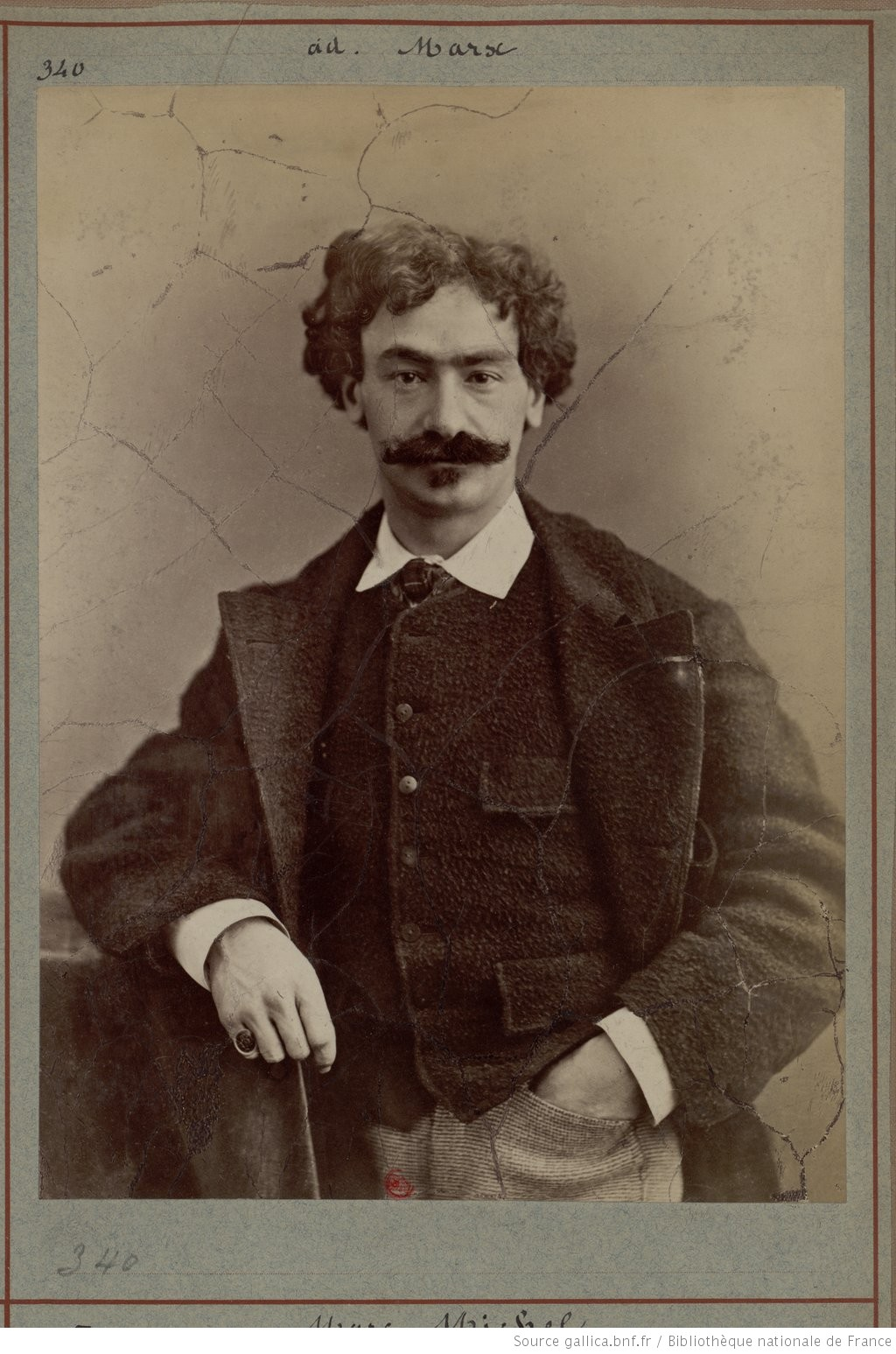
Adrien Marx photographié par Nadar en 1900.

Napoléon Adrien Marx (1837-1906) est un journaliste, dramaturge et écrivain français.

## Biographie
Adrien Marx commence des études de médecine, et en 1863, il écrit pour Le Boulevard, une feuille éditée par Étienne Carjat. Il a surtout collaboré ensuite pour le journal Le Figaro où il s'occupe des « indiscrétions ». Sous le pseudonyme de Jean de Paris, il écrivait notamment une chronique quotidienne intitulée « Un conseil par jour, guide pratique de la vie usuelle ».
Ses pièces de théâtre ont été produites à Paris au Vaudeville, au Gymnase-Dramatique, aux Folies-Dramatiques et aux Bouffes-Parisiens.
Adrien Marx est aussi connu pour avoir interviewé longuement Jules Verne le 26 février 1873 pour Le Figaro. L'article de Marx est illustré d'un croquis de la main de Jules Verne représentant le voilier Saint-Michel I que Verne nomme par humour ou inadvertance « Bourset Malais ».

## Œuvre
- Histoires d'une minute (1864)
- Émile Abraham, Cartier, Un drame en l'air, bouffonnerie musicale en 1 acte (1865)
- Indiscrétions parisiennes (1866)
- Révélations sur la vie intime de Maximilien (1867)
- Les Souverains à Paris (1868)
- Un peu de tout (1868)
- Philippe Gille, insulte ma femme !, comédie en 1 acte (1872)
- A. Decourcelle, le n° 13, pièce en 1 acte (1873)
- L'Orage, comédie en 1 acte (1874)
- Un conseil par jour, guide pratique de la vie usuelle (1879)
- Profils intimes, nouvelles indiscrétions parisiennes (1880)
- En plein air (1887)
- Les Petits Mémoires de Paris (1888)
- Silhouettes de mon temps (1889)
- Sub Jove (1890)
- Rives bénies (1895)